# Фразеология
Фразеоло́гия (от греч. φράσις — выражение и греч. λογος — понятие, учение) — раздел лингвистики, изучающий устойчивые сочетания, речевые обороты и выражения — фразеологические единицы.
Совокупность фразеологических единиц какого-либо языка также называется его фразеологией.
В прикладной лингвистике, в особенности в англоязычных странах, вместо фразеологии изучается более широкая дисциплина «формульного языка» (en:Formulaic speech), имеющая отношение не только к устойчивым словосочетаниям, но и к беглости речи в целом (en:Automatic speech).
В отличие от лексикологии, изучающей отдельные слова и словарную лексику, фразеология изучает неоднословные единицы языка: устойчивые словосочетания:
- коллокации
- фразеологизмы:
  - идиомы (бить баклуши, пить горькую, водить за нос, стреляный воробей, до упаду, по полной)
  - поговорки (вот тебе, бабушка, и юрьев день; лед тронулся;солнечный удар; водить за нос)
  - пословицы (тише едешь — дальше будешь, не в свои сани не садись)
- речевые клише и фразеосхемы и т. д.